# Chioneosoma hispidum
Chioneosoma hispidum är en skalbaggsart som beskrevs av Ernst Ballion 1870. Chioneosoma hispidum ingår i släktet Chioneosoma och familjen Melolonthidae. Inga underarter finns listade i Catalogue of Life.